# Trummelsbergs bruk
Trummelsbergs bruk uttal (fil) är ett före detta järnbruk i Fagersta kommun i Västmanlands län. Det låg i  bergslagsskogarna väster om sjön Åmänningen mellan sjöarna Dammen och Stora Kedjen. I dag återstår av bruket bara slaggstenspelarna från kolhuset, nedre delen av rostugnen, stenpirer i sjön Stora Kedjen samt några bostadshus.

## Historia, gamla hyttan
Trummelsbergs bruk grundades av Olav Trummel år 1622. Han anlade både en hytta och en hammare och utnyttjade vattenkraften i bäcken mellan sjöarna Dammen och Stora Kedjen. Sjön Dammen och flera sjöar uppströms dämdes upp för att få ökad tillgång till vatten. Hyttan erhöll privilegier år 1668. En ny hammare byggdes 1689. I hammarskattelängderna från 1600-talet är Trummelsberg upptagen med en härd och ett årligt smide av 26 ton. Hyttan lades ner i mitten av 1700-talet, men driften av hammaren fortsatte. År 1775 producerade hammaren i Trummelsbergs bruk ca 45 ton stångjärn.
Trummelsbergs bruk köptes av Ferna bruk 1746, och kom att följa Ferna ända till nedläggningen 1907. Ferna bruk hade en rad olika ägare fram till 1789 då det ombildas till fideikommiss för att egendomen skulle hållas ihop. Under 1840-talet började en strukturomvandling ske bland järnbruken. Större brukskombinationer blev vanligare, med starka ägare som fäste stor vikt vid rationell drift och en företagsekonomisk lönsam verksamhet. Anledningen var att priserna på stångjärn föll dramatiskt på både den amerikanska och engelska marknaden vilket fick till följd att man fann sig tvungen att ompröva produktionsmetoder och valet av marknader.

## Historia, nya hyttan
Trummelsbergs bruks gamla hytta övergavs och en helt ny, större och mer effektiv hytta byggdes upp öster om förvaltarbostaden. Hyttan stod klar och första blåsningen skedde november 1866. Den nya hyttan bestod av masugn, en rostugn av typ ”Westman”, malmkross och en blåsmaskin av typ ”Bagge”. Man grävde och stensatte en liten kanal från sjön Dammen till hyttan. Vattnet drev två vattenhjul på sammanlagt 40 hästkrafter för malmkross och blåsmaskin. Som reserv för vattenkraften installerades en 40 hästkrafters ångmaskin. Ett enormt stort kolhus för hela årets kolbehov byggdes. En ramp byggdes för att leda kolet till masugnen. Därutöver byggdes klensmedja, stall och ladugård. Dessutom byggdes nya arbetarbostäder, med tretton rum och tre förstugor, samt ett hus för rättaren. Fem år senare byggdes en ny arbetarbostad i två våningar med plats för 16 familjer. Slutligen byggdes en förvaltarbostad i sten med sju rum. 
För att förbättra intransport av malm anlades en väg och en smalspårig järnväg från kajen vid Åmänningen till bruket. Järnvägen var hästdragen och hade 28 vagnar. 
Träkol framställdes i kolmilor runt om bruket och i närliggande byar. Kolning bedrevs vintertid och transporterna gjordes på snötäckta stigar.
Trummelsberg försågs med järnmalm från gruvor i Norbergs bergslag (Kolningberg), Grängesberg och Smedjebacken. Transporten från Norberg gick med järnväg till Engelsberg. Malmen transporterades vidare från Engelsberg vintertid med släde över isen på Åmänningen och vidare på vägen till Trummelsbergs bruk. Sommartid skeppades malmen med malmjakt över Åmänningen till kajen i Västansjö. Här hade Trummelsbergs bruk en liten hamnanläggning med magasin och ett reparationsvarv. Malmen från Smedjebacken fraktades på Strömsholms kanal till Västansjö. Malmen lastades om till den nya hästdragna järnvägen för transport upp till bruket. 
Den  nya hyttan producerade järn under 40 år med upp till ca 5 000 ton om året. Trummelsbergs bruk producerade tackjärn, gjutgods och smide.
Färdiga produkter transporterades från Trummelsberg med båt västerut över sjön Stora Kedjen till Stjärnvik, och med fora, sista biten till Färna bruk för vidare bearbetning till järn, t.ex. stångjärn. 
Trummelsbergs bruk hade 20 – 40 anställda. Följande yrkeskategorier förekom: En masmästare, en rostugnsförman, en krossförman, 2 hyttdrängar, 1 slaggskjutare, 1 tackjärnsvägare, 1 uppsättare, 1 kolskjutare, 1 kolrisslare, 1 malmslagare, 3 rostbrännare, 4 hundlassare samt 3 krossare.  Utöver de järnproducerande arbetarna fanns även klensmed, gjutare, dammvakt, kusk, dagkarlar, maskinister, skeppare, matros samt bruksarbetare. 
I brukets omgivning bedrevs jordbruk (djur, gröda, trädgård) för brukets behov. Man odlade sparris under en period, och provade på forellodling i bassänger i anslutning till kanalen. Bruket var inte självförsörjande. Det hölls marknad i Trummelsberg med produkter från den näraliggande byn Vretarne, och smör levererades från Djupvik via den så kallade smörstigen.  Trummelsbergs bruk hade en skola för upp till 30 elever och en dansbana. Järnvägsstationen i Virsbo var en viktig knutpunkt för handel.
Trummelsbergs bruk var i drift till 1907 då bruket las ner. Det stod oanvänt i fyra år, sedan revs de flesta byggnaderna. Ramnäs bruk lät transportera bort grundstenarna och de användes till byggandet av Virsbo kyrka, som stod färdig 1937. 

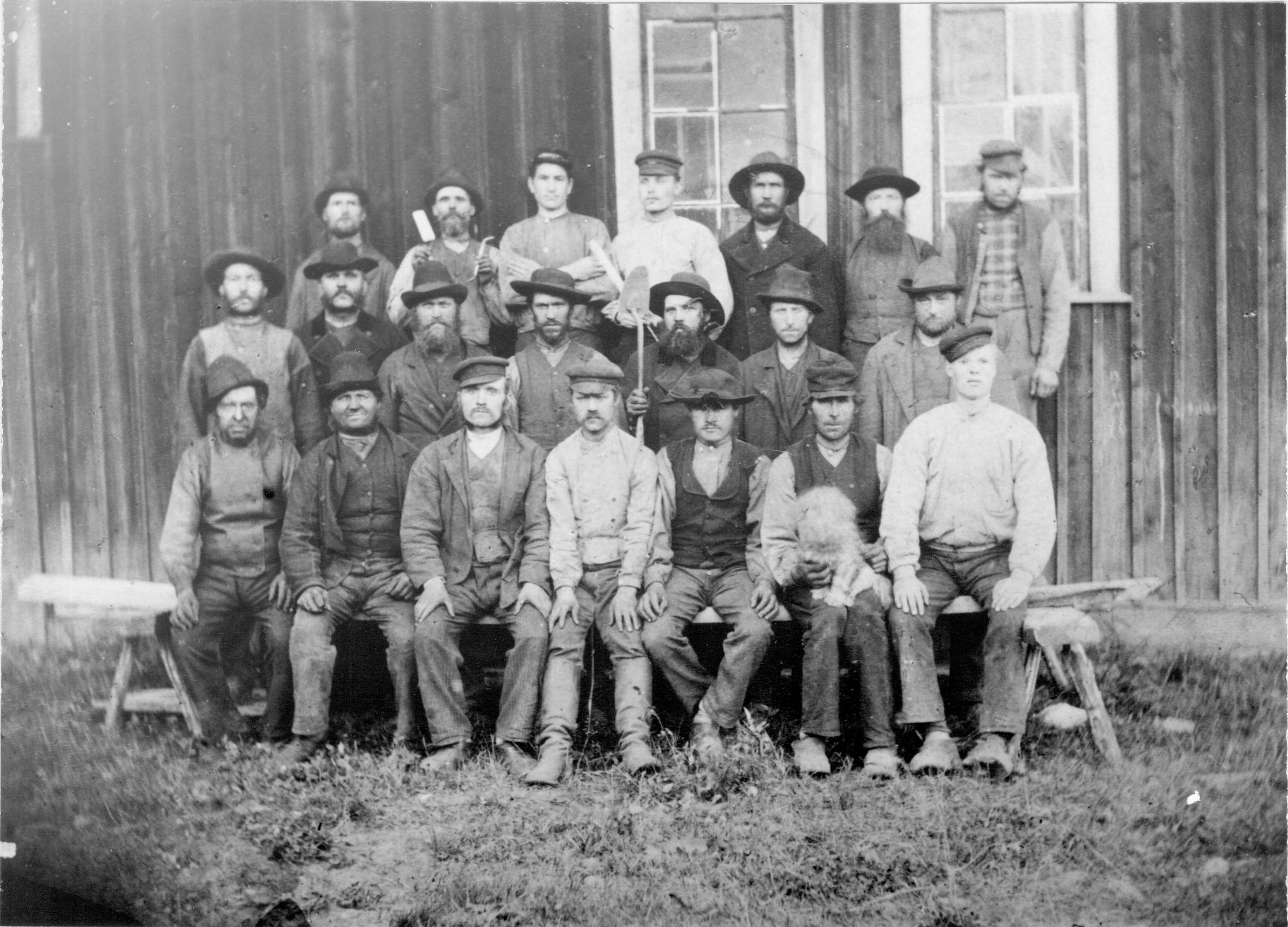
Arbetslaget år 1890
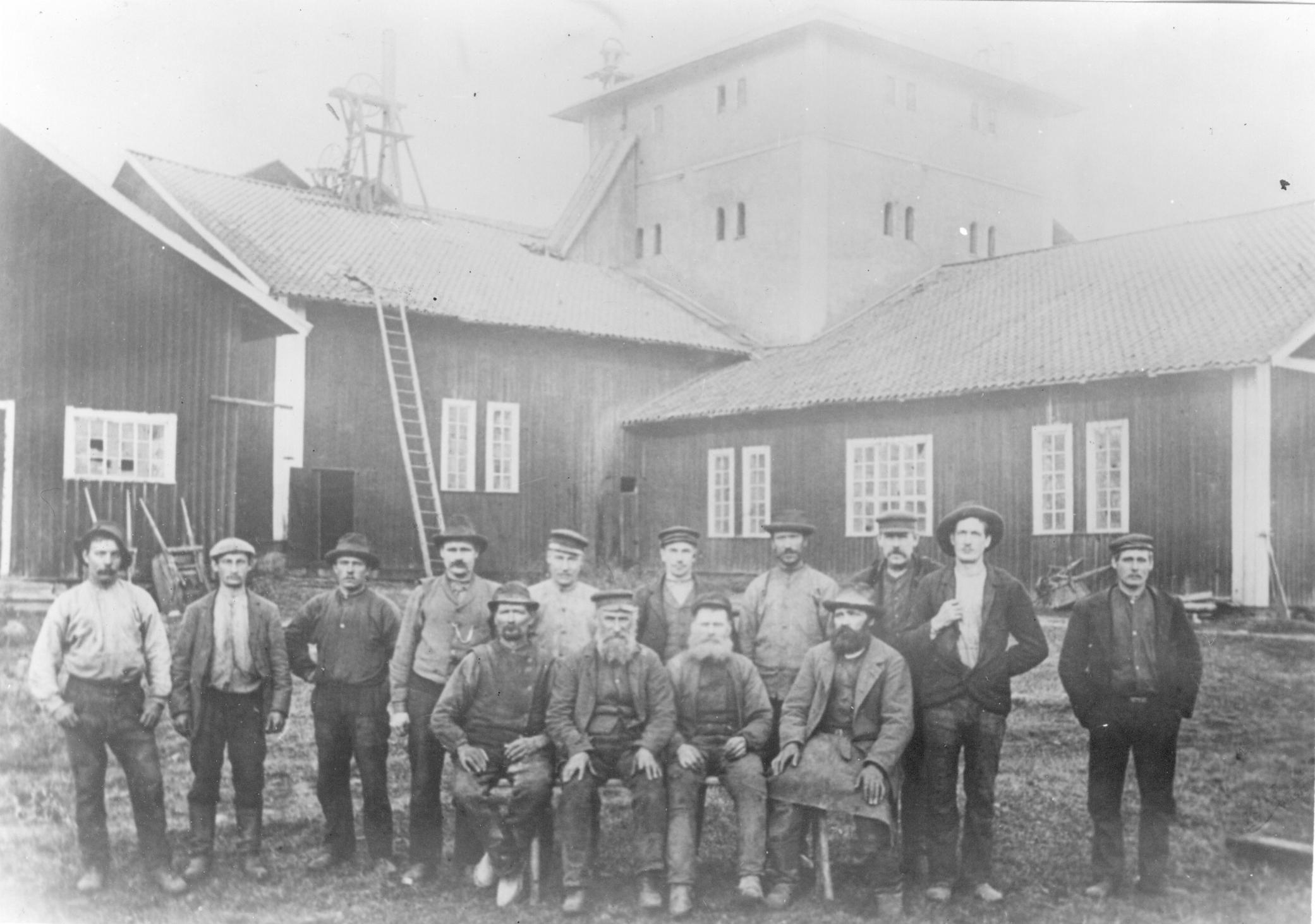
Arbetslaget år 1900
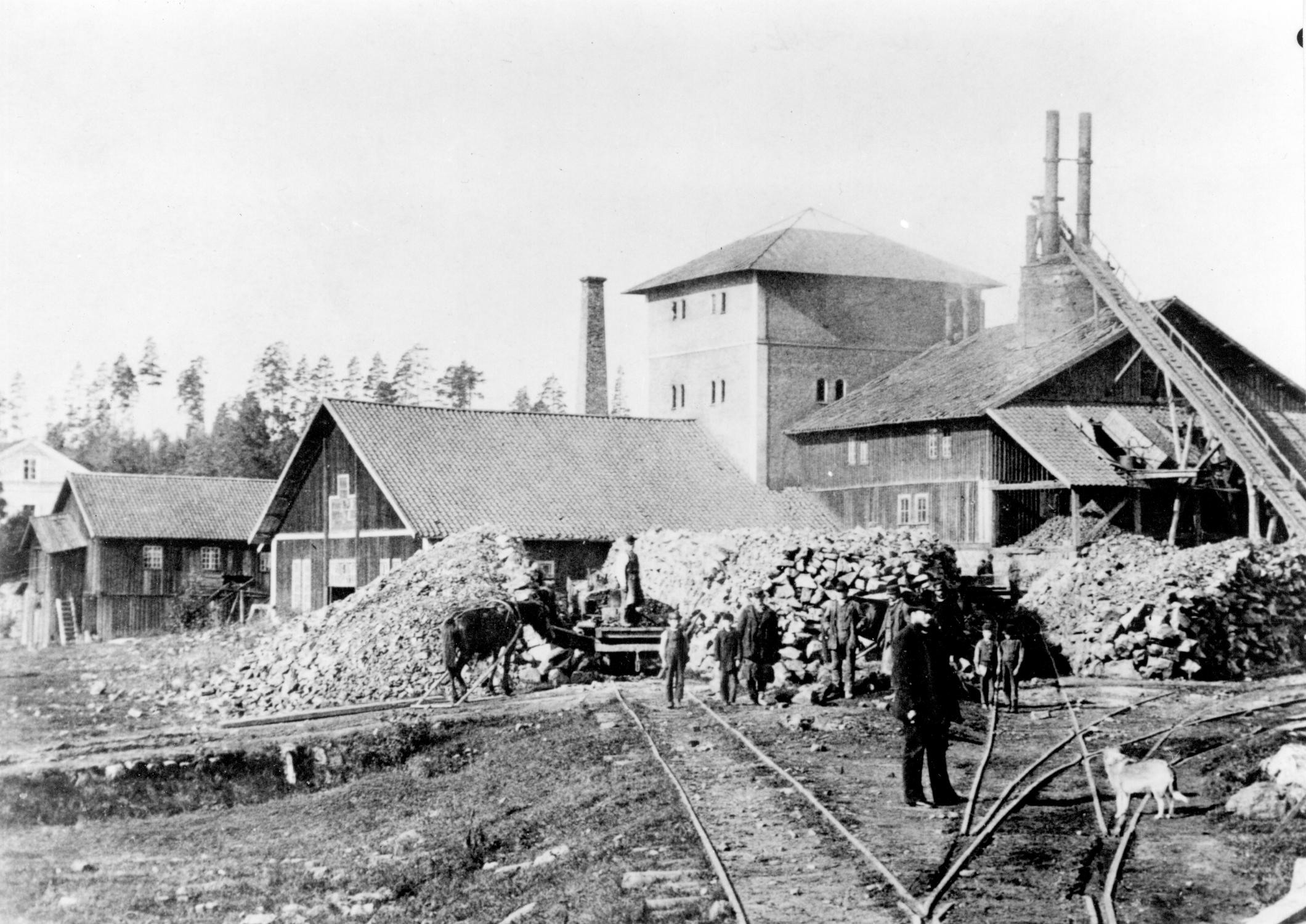
Trummelsbergs bruk omkring år 1900, masugnen i mitten och rostugnen till höger.

## Lämningar av järnbruket i dag

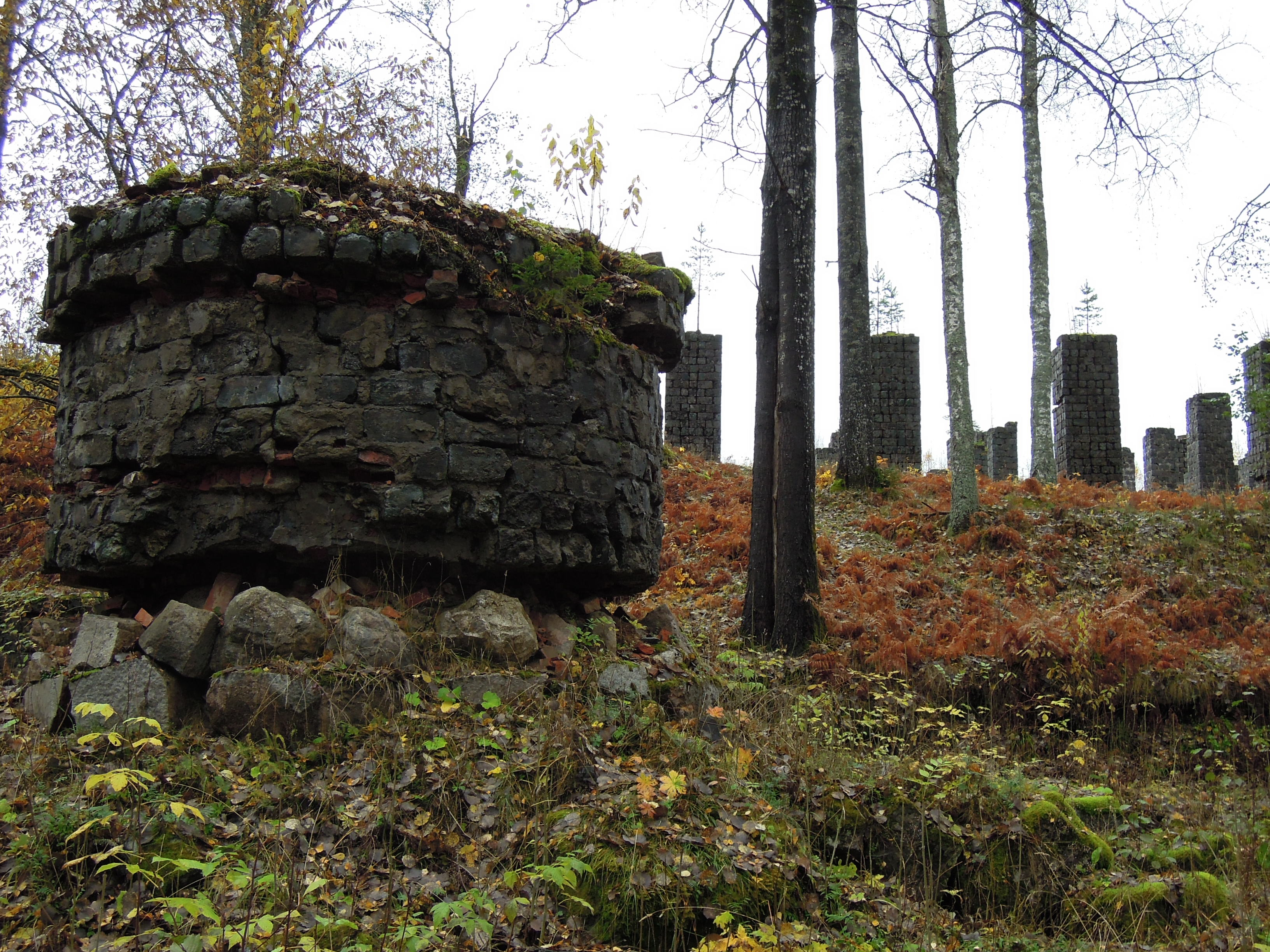
Bilden visar resterna av rostugnens nedre del samt slaggstenspelarna som bar upp taket till det stora kolhuset.

En utmärkt informationstavla om bruket hur det såg ut och vad som återstår i dag finns uppställd vid   parkeringsplatsen när man kommer med bil från riksväg 66. Naturen har nu återtagit det mesta av platsen, men spåren efter den livliga brukshanteringen finns kvar. Den som besöker Trummelsberg kan se resterna av rostugnen (den stora stencylindern) och de höga pelarna av slaggsten, som en gång bar upp taket till kolhuset. I sjön Stora Kedjen syns fyra pirer byggda av slagg för lastning av tackjärn i båt för vidare transport över Stora Kedjen till Stjärnvik. De hus som finns kvar är alla numera privatbostader. Flera husgrunder till industribyggnaderna finns kvar i den täta slyskogen. Vid stigen ner till bäcken finns fem valvformade källarutrymmen byggda av varp. Dessa tjänade som förråd åt smederna. Huset som fanns ovanför användes som snickeri och modellverkstad för tillverkning av gjutformar.

## Natur
I Trummelsbergs närhet finns gott om sjöar. Uppströms bruket finns ett helt sjösystem som delvis dämts upp för att öka vattentillgången till bruket. Strax norr om Trummelsberg finns Södra och Norra Landsberget. Där kan man hitta klapperstensfält vid 180 meter över havet. Det bildades för ca 9 800 år sedan.  Gränsande till Trummelsberg finns sjöarna Stora Kedjen och Lilla Kedjen. Det finns bäver i flera av sjöarna. Det rör sig vilt i skogarna, förutom rådjur och älg även lodjur, björn och varg. Det sträcker sig milsvida skogar runt Trummelsberg. Det är långt till trafikerad väg, här är tyst, man hör bara bäckens sorl och skogens ljud.

## Friluftsliv
Vandringsleden Bruksleden går förbi Trummelsberg, se etapp 11, 12, 13 och 16. Norrut kommer man till Södra Landsberget (190 m ö.h.) och Norra Landsberget (217 m ö.h.). Söderut leder Bruksleden mot Västerås. I Trummelsberg finns vid ”Jakobs hage” strax väster om bäcken från sjön Dammen, en rastplats, brygga med möjlighet till bad, grillplats och vindskydd. Stora Kedjen är utmärkt för paddling. Sportfiske från strand finns möjlighet i Sågsjön, kontakta fiskeklubben Aspen. Vintertid fryser sjöarna här tidigt på grund av höjden över havet. Sjöarna kan bjuda på underbar skridskois när den blivit tillräckligt tjock och innan isen täcks av snö.